# Remchi
Remchi är en ort i Algeriet.   Den ligger i provinsen Tlemcen, i den nordvästra delen av landet, 400 km väster om huvudstaden Alger. Remchi ligger 209 meter över havet och antalet invånare är 51 224.
Terrängen runt Remchi är platt söderut, men norrut är den kuperad. Runt Remchi är det ganska tätbefolkat, med 96 invånare per kvadratkilometer. Remchi är det största samhället i trakten. Trakten runt Remchi består till största delen av jordbruksmark.